# Citroën ZX Rallye-raid
 (août 2024).
Si vous disposez d'ouvrages ou d'articles de référence ou si vous connaissez des sites web de qualité traitant du thème abordé ici, merci de compléter l'article en donnant les références utiles à sa vérifiabilité et en les liant à la section « Notes et références ».

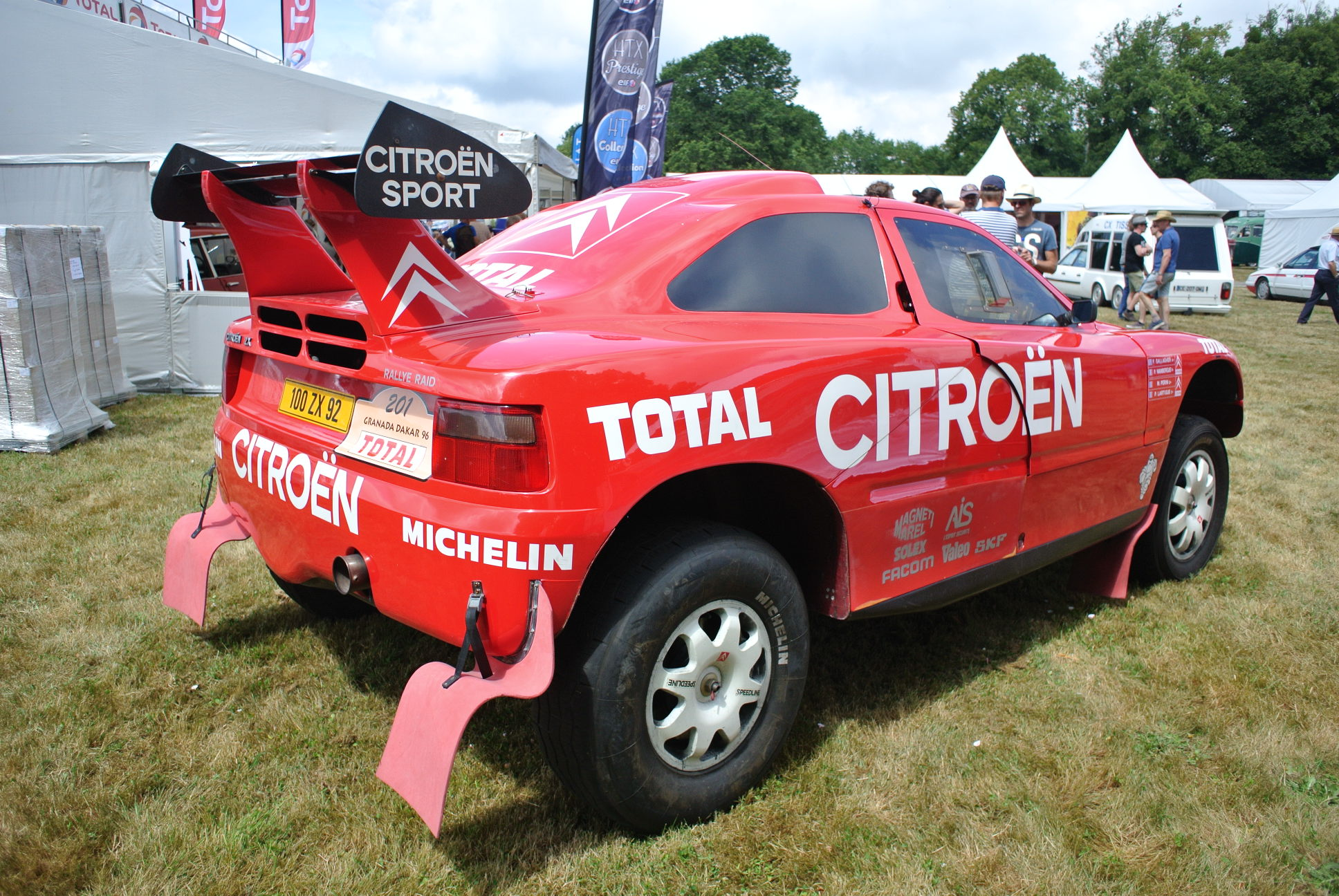
Une ZX Rallye-raid présentée au rassemblement du centenaire en juillet 2019 à La Ferté-Vidame.

La Citroën ZX Rallye-raid est un véhicule tout-terrain de classe T3 « prototype » (classe 1 depuis 2006) construit par Citroën Sport pour courir en rallye-raid.

## Histoire
Les prototypes de la Citroën ZX Rallye-raid ont fait leurs premiers rallyes à la Baja Aragon (20 - 21 juillet 1990) en Espagne avec deux équipes, Ari Vatanen / Bruno Berglund et Jacky Ickx / Christian Tarin, en première et deuxième places. L'équipe Vatanen / Berglund a terminé quatrième du rallye des Pharaons (7 - 17 octobre 1990).
En 1991, dans sa deuxième saison de rallye-raid, la Citroën ZX Rallye Raid pilotée par Vatanen/Berglund remporte de nombreuses victoires :
- Paris-Tripoli-Dakar (29 décembre 1990 - 16 janvier 1991) - Première place[2].
- Baja Aragón (19 - 20 juillet 1991) - troisième place.
- Rallye des Pharaons (6 - les 16 octobre) - première, deuxième et troisième places.

Au début de la troisième saison, Citroën participe au rallye Paris-Syrte-Le Cap (du 23 décembre 1991 au 16 janvier 1992) dans lequel l'équipe de Björn Waldegård et Fred Gallagher termine quatrième dans une ZX Rallye-raid « voie étroite », mais en cours de route elle a été convertie en voie large. Les principaux organes ont changé, bras de suspension, arbres d'entraînement, avant et arrière, le temps de travail sur la carrosserie a pris environ 30 minutes. Un bien meilleur résultat a été obtenu dans le rallye de Tunisie (2 - 12 avril 1992) avec les trois premières places prises par Pierre Lartigue / Michel Périn, Wambergue / Vantouroux et Jonsson / Gallagher. L'équipe Lartigue / Périn a décroché la première place dans le rallye Paris-Moscou-Pékin (30 août - 27 septembre 1992).
Citroën et Mitsubishi se sont affrontés pour la première Coupe du monde de rallye-raid en 1993. Lartigue / Périn ramènent à Citroën les titres conducteur et constructeur dans leur ZX Rallye Raid Evolution 2. Les seconde et troisième places ont été remportées dans le Paris-Dakar (1er - 16 janvier 1993) par les équipes de Lartigue / Périn et Auriol / Picard. Dans le Rallye de l'Atlas (19 - 28 mai 1993) Timo Salonen / Fred Gallagher, Ambrosino / Guehennec et Lartigue / Périn ont pris les deuxième, troisième et quatrième places. Lartigue / Périn et Salonen / Gallagher ont pris les première et deuxième places dans la Baja 1000 au Portugal (2 - 3 juillet 1993). Lartigue / Périn et Salonen / Gallagher ont pris les première et troisième places à la Baja Aragon (21 - 25 juillet 1993). Les première et troisième places ont été remportées au Rallye des Pharaons (3 - 13 octobre 1993) par Salonen / Gallagher et Lartigue / Périn. Lartigue / Périn a remporté la Coupe du Monde de rallye-raid, titre conducteur et Citroën remporte le titre constructeur pour leurs victoires dans les rallyes-raids des Émirats arabes unis (17 - 20 novembre 1993).
L'année 1994 a été totalement dominée par Pierre Lartigue et Michel Périn qui remportent toutes leurs courses sauf une. Deux nouvelles versions de la ZX Rallye Raid ont été introduites au cours de cette saison, les évolutions 3 et 4 :
- Paris - Dakar - Paris (28 décembre 1993 à 1916 janvier 1994[Quand ?]) - Hubert Auriol arrive deuxième derrière Lartigue / Périn.
- Salonen / Gallagher arrivent deuxièmes après Lartigue / Périn dans le rallye de Tunisie (7 - les 17 avril 1994).
- Auriol / Picard arrivent troisièmes, la première place va à Lartigue / Périn dans le Rallye de l'Atlas (20 au 29 mai 1994).
- La première place dans la Baja Portugal (23 - 26 juin 1994) a été prise par Lartigue / Périn dans les débuts de l'évolution 4.
- Baja Aragon (classement 21 - 24 juillet), Lartigue / Périn prennent la deuxième place derrière Salonen / Gallagher.
- Lartigue / Périn prennent la première place dans la Baja Italie (4 - 7 août 1994).
- Lartigue / Périn remportent la Montée de l'Olympe (12 - 14 août 1994).

Pour la troisième année consécutive, Citroën remporte la Coupe du Monde de rallye-raid en 1995, le titre constructeur et Lartigue / Périn remporte le titre pilote.
- Lartigue / Périn remporte la première place au Grenade - Dakar (27 décembre 1994 à [Quand ?]).
- Lartigue / Périn prend la première place, suivi par Salonen / Gallagher et Vatanen / Pons en deuxième et troisième places dans le rallye de Tunisie (6 - les 16 avril 1995[Quoi ?]).
- Lartigue / Périn prennent la deuxième place derrière Vatanen / Pons tandis que Salonen / Gallagher prennent la troisième place du Rallye de l'Atlas (20 au 28 mai 1995).
- Vatanen / Pons bat à nouveau Lartigue / Périn dans la Baja Portugal (22 - 25 juin 1995).
- Lartigue / Périn prend la première place dans la Baja Italie (7 - les 8 juillet 1995[Quoi ?]).
- Lartigue / Périn remporte la Baja Aragon (classement 21 - 23 juillet 1995) avec Salonen / Gallagher seconde place.
- Vatanen remporte la Montée de l'Olympe.

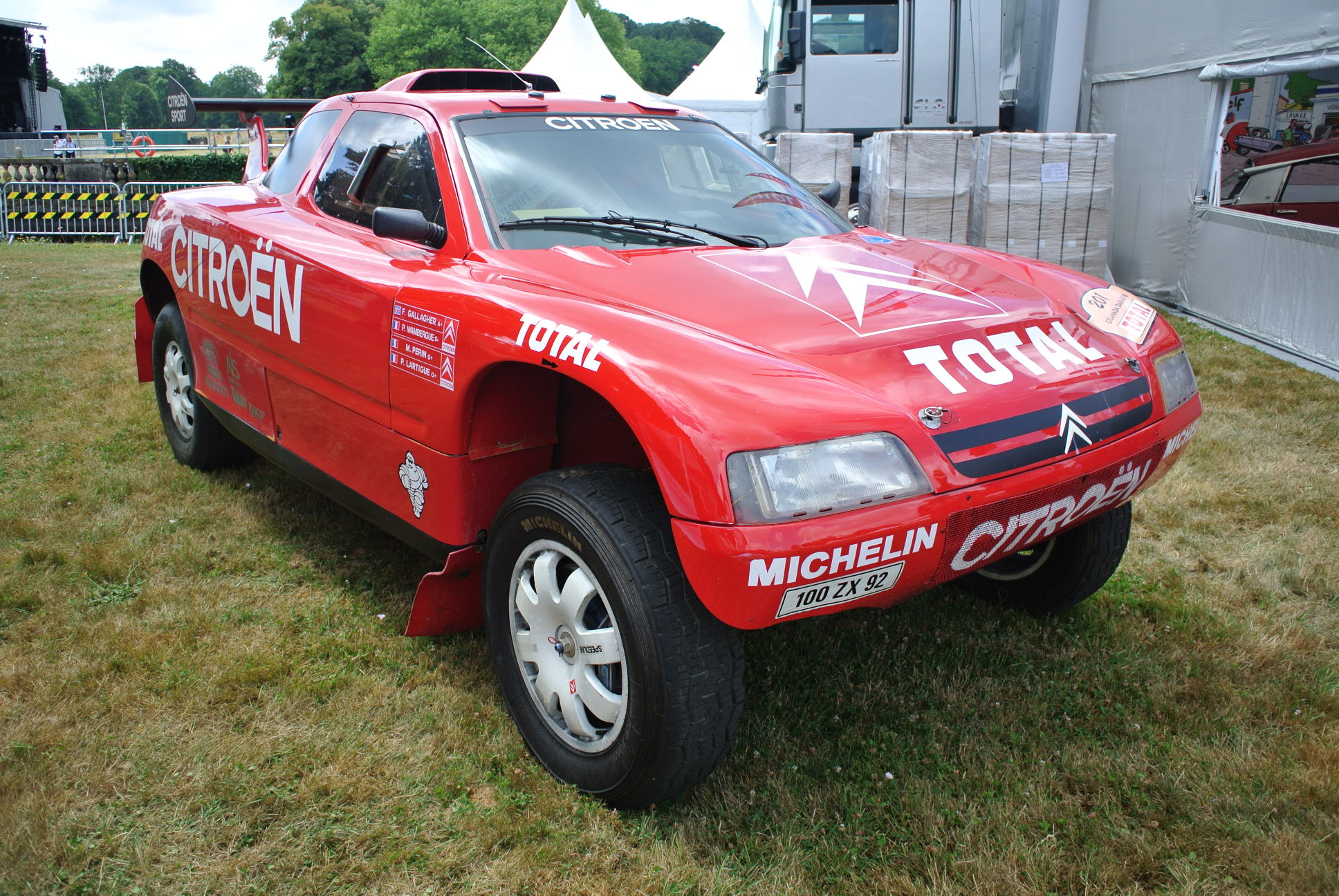
Une ZX rallye-raid présentée au rassemblement du centenaire en juillet 2019 à La Ferté-Vidame.

Pour la quatrième année consécutive, en 1996, Citroën remporte la Coupe du Monde de rallye-raid, le titre constructeur et Lartigue / Périn remporte le titre pilote. L'évolution 5 a été lancée.
- Lartigue / Périn prend la première place dans le Grenade - Dakar (27 décembre 1995 à 1914 janvier 1996[Quand ?]) et Wambergue / Gallagher arrive deuxième.
- Lartigue / Périn prend la première place et Vatanen / Picard arrive deuxième dans le rallye de Tunisie (18 - 28 avril 1996).
- Le même résultat a été obtenu dans la Baja Portugal (20 - 23 juin 1996).
- A la Baja España (11 - 14 juillet 1996), les positions sont inversées, Vatanen / Picard bat Lartigue / Périn.
- Lartigue / Périn prend sa revanche dans la Baja Italie (2 - 4 août 1996) en ré-inversant les places.
- Dans la Montée de l'Olympe (16 - 18 août 1996) Lartigue / Périn prend la première place pour la deuxième fois.
- L'évolution 5 pilotée par Vatanen / Picard prend la première place, suivie par Lartigue / Périn en deuxième et Wambergue / Gallagher à la troisième place dans le Paris Oulan-Bator (7 -  27 septembre 1996).

Dans sa septième et dernière saison (1997), la ZX Rallye Raid remporte son cinquième titre mondial. Lartigue / Périn remporte la Baja Italie (28 février - 2 mars 1997) :
- Lartigue / Périn suivie de Vatanen / Gallagher prennent les deux premières places dans le rallye de Tunisie (4 - 13 avril 1997).
- Vatanen / Gallagher prend la première place et Lartigue / Périn prend la deuxième dans le Rallye de l'Atlas (8 au 18 mai 1997).
- Vatanen / Gallagher ont leur deuxième victoire de la saison dans une Evolution 4 dans la Baja Portugal (19 - 22 juin 1997).
- Lartigue / Périn remporte la Baja Aragon (10, - 13 juillet 1997) suivi de Vatanen / Gallagher.
- Dans le Paris - Samarcande - Moscou (22 août - 7 septembre 1997) Vatanen / Gallagher prend la première, Lartigue / Périn la deuxième et Wambergue / Picard la troisième.
- Vatanen / Gallagher remporte l'UAE Desert Challenge, remportant les titres pilotes et les Coupes du Monde de constructeur en rallye-raid pour la cinquième fois.

## Caractéristiques techniques
Moteur
- XU15 de 2 499 cm3[3]
- Quatre cylindres en ligne transversal, en position centrale arrière[3],[2].
- Alésage × course : 93 × 92 mm.
- Taux de compression 6,7:1.
- Puissance maximum 300 ch DIN à 4 500 tr/min[3],[2], une des évolutions a produit 330 ch à 4 500 tr/min.
- Couple maximum : 59 m kg à 3 500 tr/min
- Régime maximum : 7 300 tr/min.
- Turbo Garett
- Boîte de vitesses manuelle 7 vitesses[3].
- Vitesse maxi : 205 km/h

Transmission
- Quatre roues motrices[3].
- Deux embrayages à sec de la plaque avec un mécanisme de diaphragme à commande hydraulique.
- Boîte de vitesses manuelle située transversalement à l'extrémité du moteur.
- Essieux avant et arrière employant différentiels autobloquants de type Ferguson central différentiel à glissement limité.

Suspension
- Mécanique, tous indépendants.
- Arceaux de sécurité avant et arrière.
- Réception - deux unités d'absorbeur de choc à ressort monté sur la partie supérieure du bras arrière - deux unités d'absorption de choc de printemps et un absorbeur de choc lié à triangle supérieur via tie-bar et le culbuteur.

Direction
- À pignon et crémaillère, centre ouvert assistance hydraulique, 2,5 tours de butée à butée.

Freinage
- Deux circuits avant et arrière séparés avec la balance avant / arrière commandés à partir du poste de pilotage.
- Étriers à quatre pistons, disques de ventilation auto AP, diamètre 355 mm, diamètre arrière 315 mm.
- Sur les évolutions, les disques arrière ont été augmentés à 355 mm.

Dimensions
- Longueur : 4 690 mm
- Largeur : 2 018 mm
- Hauteur : 1 810 mm
- Empattement : 2 996 mm
- Garde au sol : 350 mm
- Poids : 1 450 kg

Pneus
- Avant : Michelin 18/80 × 18
- Arrière : Michelin 21/80 × 16
- Sur l'évolution, les quatre roues sont passées en 18 pouces.

Carrosserie
- Coupé deux portes en Kevlar/carbone.

## Palmarès
- 5 Titres Constructeurs en coupe du monde des rallyes-raids (1993, 1994, 1995, 1996 et 1997)
- 5 Titres Pilotes en coupe du monde des rallyes-raids (1993, 1994, 1995, 1996 et 1997)
- 36 Victoires

### Résultats en coupe du monde des rallyes-raids (WCC)
| Saison | Voiture                | Équipage        | Équipage       | Classement final |
| Saison | Voiture                | Pilote          | Copilote       | Classement final |
| ------ | ---------------------- | --------------- | -------------- | ---------------- |
| 1993   | Citroën ZX Rallye-raid | Pierre Lartigue | Michel Périn   | Champion         |
| 1994   | Citroën ZX Rallye-raid | Pierre Lartigue | Michel Périn   | Champion         |
| 1995   | Citroën ZX Rallye-raid | Pierre Lartigue | Michel Périn   | Champion         |
| 1996   | Citroën ZX Rallye-raid | Pierre Lartigue | Michel Périn   | Champion         |
| 1997   | Citroën ZX Rallye-raid | Ari Vatanen     | Fred Gallagher | Champion         |

### Résultats en rallyes-raids indépendants
Outre la coupe du monde des rallyes-raids, Citroën participa également à des rallyes indépendants dont le Rallye Dakar.
Vainqueurs du Rallye Dakar
| Saison | Vainqueurs      | Vainqueurs     | Vainqueurs             |
| Saison | Pilote          | Copilote       | Voiture                |
| ------ | --------------- | -------------- | ---------------------- |
| 1991   | Ari Vatanen     | Bruno Berglund | Citroën ZX Rallye-raid |
| 1994   | Pierre Lartigue | Michel Périn   | Citroën ZX Rallye-raid |
| 1995   | Pierre Lartigue | Michel Périn   | Citroën ZX Rallye-raid |
| 1996   | Pierre Lartigue | Michel Périn   | Citroën ZX Rallye-raid |

- Rallye des Pharaons : 1991
- Rallye de Tunisie : 1992, 1994, 1995, 1996 et 1997
- Paris-Moscou-Pékin : 1992